# Équihen-Plage
Équihen-Plage è un comune francese di 2 948 abitanti situato nel dipartimento del Passo di Calais nella regione dell'Alta Francia.

## Società

### Evoluzione demografica
Abitanti censiti